# Other Voices
Other Voices је студијски албум групе Дорси. Рад на албуму отпочео је док је Џим Морисон био на одмору у Француској а издат је у октобру три месеца након његове смрти. Место главног певача преузели су клавијатуриста Реј Манзарек и гитариста Роби Кригер. 

## Песме
1. "In the Eye of the Sun" – 4:48
2. "Variety Is the Spice of Life" – 2:50
3. "Ships With Sails" – 7:38
4. "Tightrope Ride" – 4:15
5. "Down on the Farm" – 4:15
6. "I'm Horny, I'm Stoned" – 3:55
7. "Wandering Musician" – 6:25
8. "Hang on to Your Life" – 5:36